# Паскаль, Жан-Клод
Жан-Клод Паскаль (фр. Jean-Claude Pascal, наст. фамилия Вильмино, фр. Villeminot; 24 октября 1927, Париж — 5 мая 1992, Клиши-ла-Гаренн) — французский певец, победитель конкурса песни Евровидение в 1961 году.
После окончания Сорбонны, где он изучал экономику и право, работал дизайнером одежды у Кристиана Диора, затем создавал костюмы для театральных и кинопостановок. В 1949 году дебютировал на театральной сцене. Признание на эстраде получил в 1958 году. Представляя Люксембург, стал победителем конкурса песни Евровидение в 1961 году, исполнив композицию «Nous Les Amoureux». Через двадцать лет снова представлял Люксембург на конкурсе 1981 года, но с песней «C’est peut-être pas l’Amérique» занял лишь 11 место. За время своей карьеры записал более 50 альбомов на разных языках, завоевав популярность во многих странах.
Как актёр снялся во многих популярных фильмах 1950—1960-х годов, в том числе, в ряде костюмированных картин («Анжелика и султан» (1968) и др.). В 1970-е годы снимался, в основном, в телевизионных постановках. В 1986 году опубликовал автобиографию, после чего написал ряд исторических романов. Похоронен на кладбище Монпарнас.

## Избранная фильмография
- 1952 — Суд Божий / Le Jugement de Dieu
- 1952 — Их было пятеро / Ils étaient cinq
- 1952 — Багряный занавес / Le Rideau cramoisi
- 1952 — Каприз дорогой Каролины / Un caprice de Caroline chérie
- 1952 — Лес прощания / La Forêt de l’adieu
- 1953 — Рыцарь ночи / Le Chevalier de la nuit
- 1953 — Дети любви / Les Enfants de l’amour
- 1954 — Большая игра / Le Grand jeu
- 1954 — Тайны Версаля / Si Versailles m'était conté…
- 1955 — Сын Каролины Шери / Le fils de Caroline Chérie
- 1955 — Месье проблема / M’sieur la Caille
- 1955 — Дурные встречи / Les Mauvaises rencontres
- 1956 — Зарплата греха / Le Salaire du péché
- 1959 — Прекрасная лгунья / La Belle et l’Empereur
- 1961 — Свидание / Le Rendez-vous
- 1962 — Золотая саламандра / La Salamandre d’or
- 1966 — Маки — это тоже цветы / Opération opium (The Poppies Are Also Flowers)
- 1968 — Анжелика и султан / Angélique et le sultan